# Elatostema subscabrum
Elatostema subscabrum är en nässelväxtart som beskrevs av H. Schröter. Elatostema subscabrum ingår i släktet Elatostema och familjen nässelväxter. Inga underarter finns listade i Catalogue of Life.